# Gaël Sanz
Pour les articles homonymes, voir Sanz.
Gaël Sanz (né le 1er mai 1977 à Charleville-Mézières) est un footballeur français. Il évolue au poste de défenseur à Troyes. Il était également capitaine du club troyen lors de sa dernière saison en tant que joueur de football professionnelle à l'ESTAC 2010/2011.

## Carrière
Il commence le football à l'US Revin. En 1991, alors joueur du Stade de Reims, il dispute la Coupe nationale des minimes avec la sélection de la Ligue de Champagne-Ardenne. Parmi ses coéquipiers, Stéphane Masala, qui sera finaliste de la Coupe de France en 2018 avec Les Herbiers.
Formé du côté au LOSC Lille Métropole qu'il a rejoint en 1991, Gaël Sanz apparaît vite comme un futur espoir du club nordique, en effectuant son premier match en D1 à l'âge de 17 ans (le 11/10/1994) contre le PSG.
Jeune et ayant beaucoup à apprendre, il ne rejouera en D1 que deux ans plus tard, lors de la difficile saison 1996/1997 qui voit le Lille OSC redescendre en D2. Devenu un joueur important de l'effectif sur lequel on compte pour le remontée dans l'élite français, il joue la plupart des matchs mais ne parvient pas à faire remonter l'équipe.
La saison 1998/1999, est sans doute la plus difficile pour le joueur puisque à la suite des mauvais résultats, l'entraineur Thierry Froger est limogé et est remplacé par Vahid Halilhodžić avec qui Gaël n'aura jamais sa chance.
Après une année de disette et 5 années de bons et loyaux services, Gaël n'hésite pas à redescendre d'une division et part pour le National avec l'équipe de l'AS Beauvais fraichement relégué de Division 2, sous la direction de Jacky Bonnevay.
Dès la première année, il réussit le pari de faire remonter le club immédiatement raflant par la même occasion le titre de champion de National.
Titulaire indiscutable, il permet à l'ASBO de tenir la route en D2 obtenant l'année de sa remontée une honorable 11e place.
Mais à l'image de ses partenaires, c'est réellement en 2001/2002 que le joueur va se révéler : car durant les trois quarts de la saison, l'AS Beauvais va squatter les places de promotion vers la Ligue 1. Finalement l'équipe échoue lors des dernières journées, mais Sanz est remarqué.
En 2002/2003, l'ancien entraineur de Beauvais quitte le club de l'ASBO  pour celui de l'ES Troyes AC et prend dans ses bagages son ancien défenseur central.
La saison est compliquée, car Gaël n'est pas titulaire, le club est à la lutte pour ne pas redescendre et finalement subit un changement d'entraineur. Malgré tout, à force de ténacité, Sanz fera quelque matchs au plus haut niveau mais verra l'équipe redescendre.
Redevenu titulaire en Ligue 2, il ne jouera finalement que la moitié des rencontres.
En 2002/2003, Jean-Marc Furlan nommé nouvel entraineur de ESTAC en fait son titulaire en charnière central, mais le joueur se blesse et n'effectue que 2 matchs participant tout de même à sa manière à la remontée du club en L1.
Dans l'élite, "Gabi" ne retrouve qu'un statut de remplaçant, mais il effectue d'excellents matchs lors de ses prestations allant jusqu'à marquer trois buts (son record), dont un contre le PSG. Malheureusement, ses buts ne suffisent pas à sauver Troyes d'une nouvelle relégation, devenant par la même le nouveau capitaine de l'équipe. Hélas, en 2008 le club manque une nouvelle accession de peu.
En 2008/2009, alors que le club pensait enfin remonter, l'ES Troyes AC termine à la 19e place de Ligue 2, reléguant ainsi le club en national.
Malgré tout, Sanz décide de rester et tente ainsi de faire remonter l'équipe. Lors de la saison 2009/2010 l'ESTAC emmenée par Capitaine Sanz retrouve la Ligue 2.
Au tout début de la saison 2010/2011 Gaël Sanz se blesse une nouvelle fois au genou et est longtemps indisponible. Il prend sa retraite à la fin de la saison sachant qu'il est impossible de continuer sa carrière de footballeur avec une telle blessure.
Il est ovationné par le public troyen à l'occasion du dernier match de la saison face à Vannes où le club a voulu lui rendre un dernier hommage, c'est contre cette même équipe, lors de la première journée du championnat qu'il a disputé son dernier match professionnel.

## Clubs
- 1994-1999 : Lille OSC  France
- 1999-2002 : AS Beauvais  France
- 2002-2011 : ES Troyes AC  France

## Palmarès
- Champion de National avec l'AS Beauvais en 2000